# Aleksandr Czeriaczukin
Aleksandr Wasiljewicz Czeriaczukin, ros. Александр Васильевич Черячукин (ur. 6 marca?/18 marca 1872 w stanicy Bogojawlienskaja, zm. 12 maja 1944 w okupowanej Nicei) – rosyjski wojskowy i dyplomata (generał), emigracyjny działacz kombatancki i kulturalny, pisarz.

## Życiorys
W 1890 r. ukończył doński korpus kadetów, a następnie Michajłowską Akademię Artylerii. Służył w lejbgwardii 6 Dońskiej Baterii Artylerii w Gwardyjskiej Brygadzie Artylerii Konnej. W 1893 r. awansował do stopnia chorążego, zaś w 1897 r. sotnika. W 1899 r. w stopniu podesauła ukończył Nikołajewską Akademię Sztabu Generalnego. Awansowany na kapitana. Został oficerem sztabowym przy sztabie Kijowskiego Okręgu Wojskowego. Od 1901 r. dowodził szwadronem w 28 Nowogródzkim Pułku Dragonów. W 1902 r. objął funkcję oberoficera do specjalnych poruczeń przy sztabie XII Korpusu Armijnego. Od 1904 r. w stopniu podpułkownika był szefem строевого oddziału sztabu Twierdzy Kronsztad. W 1908 r. awansował na pułkownika. W 1910 r. został szefem sztabu 10 Dywizji Kawalerii, zaś w 1913 r. objął dowództwo 11 Dońskiego Pułku Kozackiego. 
Brał udział w I wojnie światowej. Od pocz. 1915 r. dowodził 2 Zaamurską Pograniczną Brygadą Konną. Odznaczono go Orderem Św. Jerzego 4 klasy. W poł. czerwca tego roku objął funkcję szefa sztabu IV Korpusu Kawalerii. Na pocz. grudnia został generałem majorem. Pod koniec sierpnia 1917 r. został dowódcą 2 Kozackiej Dywizji Mieszanej, na czele której pod koniec 1917 r. przeszedł nad Don. Przeszedł do nowo formowanej Armii Dońskiej, obejmując dowództwo Frontu Zachodniego. Po zajęciu ziem Wojska Dońskiego przez wojska bolszewickie ukrywał się w stanicy Gruszewskaja. Na pocz. 1918 r. uczestniczył w antybolszewickim powstaniu Kozaków dońskich. W maju tego roku został skierowany do Kijowa jako przedstawiciel Dońskiego Wojska Kozackiego. Pod koniec września mianowano go generałem lejtnantem. Od grudnia pełnił funkcję posła Wojska Dońskiego w Warszawie. W marcu 1920 r. został komendantem dońskiego korpusu kadetów, po czym ewakuował go do Egiptu. 
W 1922 r. zamieszkał w Bułgarii. Następnie przeniósł się do Paryża, gdzie pracował w fabryce samochodowej. Jednocześnie w latach 1925-1930 r. przewodniczył Związkowi Artylerzystów Dońskich. Do 1934 r. był zastępcą gen. Bogajewskiego, zaś po jego śmierci powołał komisję ds. upamiętnienia atamana. W latach 1935–1939 stał na czele kolegium redakcyjnego czasopisma „Atamanskij Wiestnik”. W 1937 r. był członkiem komitetu przygotowującego uroczystości poświęcone 300. rocznicy zdobycia Azowa przez Kozaków. Występował z publicznymi wykładami i odczytami. Napisał wspomnienia pt. „Donskaja Letopiś” w 3 tomach. Podczas okupacji niemieckiej przeniósł się do Nicei.